# ムカッラー
ムカッラー（英語：Al Mukalla、アラビア語：المكلا）は、イエメン、ハドラマウト県の県都であり、アデン湾に面する重要な港湾都市である。
首都サナアから794キロ離れ、古くからインドとエジプトを結ぶ海上通商の要衝であり、クアイティー王国の首都であった。

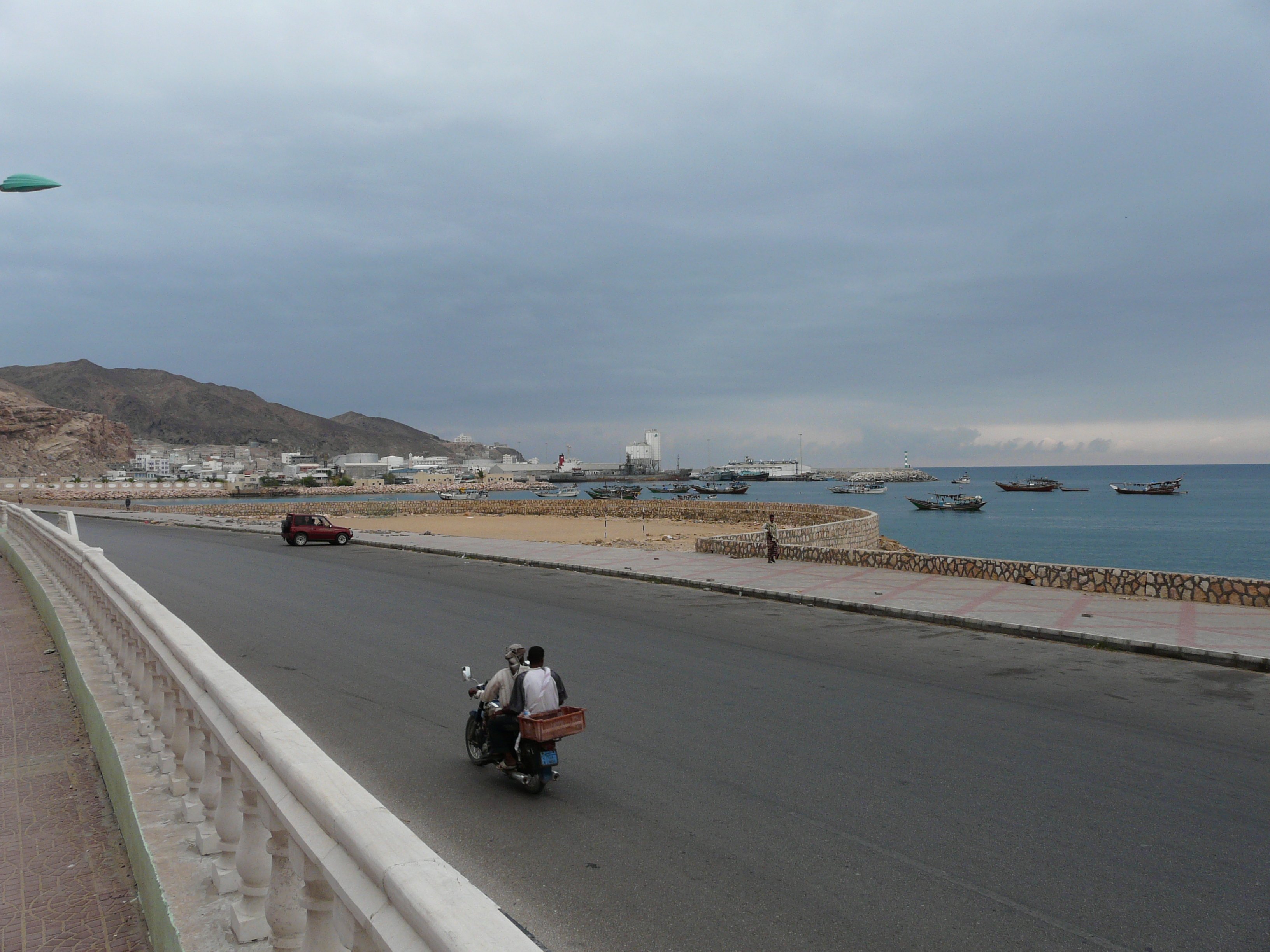
ムカラ港

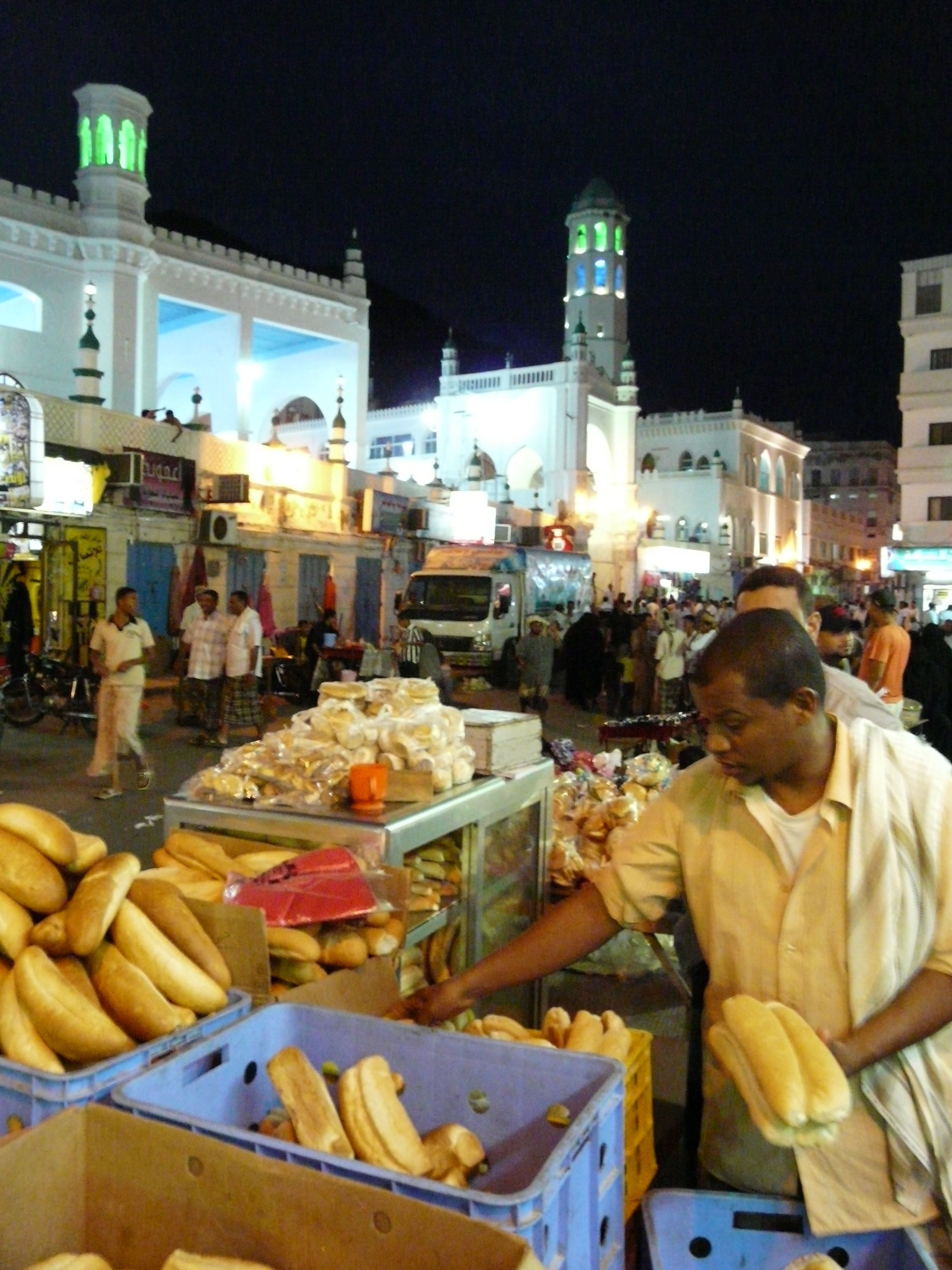
市場にあるパン売り場